# Seven Days in Sunny June
«Seven Days In Sunny June» es el segundo sencillo desprendido de Dynamite, el sexto álbum de la banda británica de funk Jamiroquai. Alcanzó el número 14 en la lista de sencillos del Reino Unido.
La canción es acerca de un amor no correspondido. Aparece en la película El diablo viste de Prada.
En la edición para difusión radial, la palabra "bomba" en la frase "Why do you have to drop that bomb on me?" ("¿porqué tienes que soltarme esa bomba?") está suprimida. El sencillo se lanzó en agosto de 2005, apenas un mes después del ataque terrorista del 7 de julio de 2005 ocurrido en Londres.

## Video musical
El video musical está dirigido por Mat Kirkby.
En éste, muestra al grupo en una parrillada con chicas y automóviles, el automóvil que las chicas lavan es un FIAT 600. Jay Kay cambia de ropa 7 veces, representando los 7 días de la semana en junio. El video fue grabado en la parte de atrás de la mansión de Jay Kay. Una de las prendas que utiliza en el video es la camiseta de la selección de fútbol del Perú. Ésta camiseta fue utilizada por dicho seleccionado en los años 70 y cuyo modelo fue elegido por la cadena ESPN como la "Mejor camiseta en la historia de los mundiales". Otro dato curioso es que, en el Perú, el 7 de junio se celebra el Día de la Bandera. En el audio también se suprimió la palabra "bomba" como en la edición para difusión radial.

## Lista de canciones
UK CD1
1. «Seven Days In Sunny June» (Álbum Versión) – 4:01
2. «Seven Days In Sunny June» (Steve Mac remix radio edit) – 4:08

UK CD2
1. «Seven Days In Sunny June» (Radio Edit) – 3:49
2. «Seven Days In Sunny June» (Steve Mac Classic Remix) – 7:11
3. «Seven Days In Sunny June» (Oliver Lang Remix) – 6:35
4. «Seven Days In Sunny June» (Blackbeard Remix) – 6:05

UK 12"
1. «Seven Days In Sunny June» (Steve Mac Classic) – 4:08
2. «Seven Days In Sunny June» (Ashley Beedle Heavy Disco Vocal Mix) – 7:45

## Posicionamiento en listas
| Lista (2005)                           | Mejor posición |
| -------------------------------------- | -------------- |
| Alemania (Official German Charts)      | 78             |
| Australia (ARIA Singles Chart)         | 56             |
| Bélgica (Ultratip valona)              | 5              |
| Bélgica (Ultratip flamenca)            | 10             |
| Escocia (Scottish Singles Sales Chart) | 24             |
| Irlanda (IRMA)                         | 38             |
| Italia (FIMI)                          | 15             |
| Países Bajos (Mega Single Top 100)     | 49             |
| Reino Unido (UK Singles Chart)         | 14             |
| Suiza (Schweizer Hitparade)            | 79             |